# Anke Holler
Anke Holler ist eine deutsche Linguistin.

## Leben
Sie studierte allgemeine Sprachwissenschaft, Psychologie und Informatik an der Universität Tübingen und der University of Massachusetts Amherst und Germanistik an der Universität Leipzig. Von 1997 bis 1999 war sie wissenschaftliche Mitarbeiterin im Sonderforschungsbereich 340 Sprachtheoretische Grundlagen der Computerlinguistik an der Universität Tübingen. Von 2000 bis 2003 war sie Angestellte im Bereich Softwareentwicklung der IBM Forschung und Entwicklung GmbH Böblingen sowie Projektleiterin im Bereich Text-Mining der Temis Deutschland GmbH Heidelberg. Nach der Promotion 2002 in Allgemeiner Sprachwissenschaft/Computerlinguistik an der Universität Tübingen war sie von 2003 bis 2007 wissenschaftliche Assistentin an der Universität Heidelberg. Von 2005 bis 2006 vertrat sie für zwei Semester eine Professur für Germanistische Linguistik und Sprachdidaktik an der PH Karlsruhe. Von 2006 bis 2007 vertrat sie für ein Semester den Lehrstuhl für Computerlinguistik an der Universität Heidelberg. 2007 erhielt sie einen Ruf auf eine W1-Professur für Deutsche Philologie/Sprachwissenschaft an der Universität Göttingen. 2008 lehnte sie den Ruf an die Universität Wuppertal ab. 2008 erhielt sie den Ruf auf eine W2-Professur für Deutsche Philologie/Sprachwissenschaft an der Universität Göttingen. 2011 lehnte sie den Ruf an das Institut für Deutsche Sprache Mannheim ab. Seit 2011 lehrt sie als Universitätsprofessorin (W3) für Deutsche Philologie/Sprachwissenschaft an der Universität Göttingen.
Ihre Arbeitsschwerpunkte sind deskriptive Grammatik der deutschen Gegenwartssprache, formale Grammatik und Sprachtheorie, Grammatik-Pragmatik-Schnittstelle, Text- und Diskursstrukturanalyse, experimentelle Linguistik und Textverstehen, maschinelle Sprachverarbeitung und Linguistik und Literatur.

## Schriften (Auswahl)
- Weiterführende Relativsätze. Empirische und theoretische Aspekte. Berlin 2005, ISBN 3-05-004135-8.